# Pierron
Pierron – wioska w USA, w stanie Illinois, w hrabstwie Bond. Według spisu z 2000 roku wioskę zamieszkuje 653 osób.

## Geografia
Wioska zajmuje powierzchnię 2,2 km², całość stanowi ląd.

## Demografia
Według spisu z 2000 roku wioskę zamieszkuje 653 osób skupionych w 251 gospodarstwach domowych, tworzących 175 rodzin. Gęstość zaludnienia wynosi 296,6 osoby/km². W wiosce znajdują się 268 budynki mieszkalne, a ich gęstość występowania wynosi 121,7 mieszkania/km². Wioskę zamieszkuje 96,63% ludności białej, 0,15% stanowią Afroamerykanie, 0,15% ludności stanowią rdzenni Amerykanie, 0,15% stanowią Azjaci, 0,61% stanowi ludność innej rasy, 2,3% stanowi ludność więcej niż dwóch ras. Hiszpanie lub Latynosi stanowią 0,92% populacji.
W wiosce są 251 gospodarstwa domowe, w których 35,1% stanowią dzieci poniżej 18 roku życia żyjących z rodzicami, 55,4% stanowią małżeństwa, 10% stanowią kobiety nie posiadające męża oraz 29,9% stanowią osoby samotne. 23,9% wszystkich gospodarstw domowych składa się z jednej osoby oraz 10% żyjących samotnie ma powyżej 65 roku życia. Średnia wielkość gospodarstwa domowego wynosi 2,6 osoby, natomiast rodziny 3,16 osoby. 
Przedział wiekowy kształtuje się następująco: 27,4% stanowią osoby poniżej 18 roku życia, 10,6% stanowią osoby pomiędzy 18 a 24 rokiem życia, 29,1% stanowią osoby pomiędzy 25 a 44 rokiem życia, 22,5% stanowią osoby pomiędzy 45 a 64 rokiem życia oraz 10,4% stanowią osoby powyżej 65 roku życia.   Średni wiek wynosi 35 lat. Na każde 100 kobiet przypada 108 mężczyzn. Na każde 100 kobiet powyżej 18 roku życia przypada 100 mężczyzn.
Średni dochód dla gospodarstwa domowego wynosi 35 595 dolarów, a dla rodziny wynosi 37 813 dolarów. Dochody mężczyzn wynoszą średnio 32 708 dolarów, a kobiet 20 859 dolarów. Średni dochód na osobę w mieście wynosi 18 196 dolarów. Około 4,1% rodzin i 5,1% populacji miasta żyje poniżej minimum socjalnego, z czego 2,9% jest poniżej 18 roku życia i 10,3% powyżej 65 roku życia.